# István Bátori
István Bátori (ur. 19 lutego 1947r.) – węgierski lekkoatleta specjalizujący się w biegach sprinterskich.
W 1964r. i 1966r. zdobył jeden srebrny oraz trzy brązowe medale podczas europejskich igrzysk juniorów będących protoplastą mistrzostw Europy w tej kategorii wiekowej. Był członkiem węgierskiej sztafety 4 × 400 metrów, która na mistrzostwach Europy w 1966 zajęła ósma miejsce. Mistrz Węgier w biegu na 100 metrów (1972).

## Osiągnięcia
| Rok  | Impreza                       | Miejsce   | Konkurencja        | Lokata     | Wynik  | Źródła      |
| ---- | ----------------------------- | --------- | ------------------ | ---------- | ------ | ----------- |
| 1964 | Europejskie igrzyska juniorów | Warszawa  | bieg na 100 m      | 5. miejsce | 10,8   | [ 2 ] [ 3 ] |
| 1964 | Europejskie igrzyska juniorów | Warszawa  | bieg na 200 m      | 3. miejsce | 21,9   | [ 2 ] [ 3 ] |
| 1964 | Europejskie igrzyska juniorów | Warszawa  | sztafeta 4 × 100 m | 4. miejsce | 42,1   | [ 2 ] [ 3 ] |
| 1964 | Europejskie igrzyska juniorów | Warszawa  | sztafeta szwedzka  | 3. miejsce | 1:56,1 | [ 2 ] [ 3 ] |
| 1966 | Mistrzostwa Europy            | Budapeszt | sztafeta 4 × 400 m | 8. miejsce | 3:10,3 |             |
| 1966 | Europejskie igrzyska juniorów | Odessa    | bieg na 200 m      | 3. miejsce | 21,5   | [ 4 ]       |
| 1966 | Europejskie igrzyska juniorów | Odessa    | bieg na 400 m      | 2. miejsce | 47,5   | [ 4 ]       |